# The Settlers II: 10th Anniversary
The Settlers II 10th Anniversary est un jeu vidéo de gestion de type city-builder  développé par Blue Byte Software et sorti en septembre 2006 sur PC. Il fait partie de la série The Settlers et est remake de The Settlers II sorti en 1996, dix années plus tôt.
Une extension, The Settlers II 10th Anniversary: Vikings est disponible depuis février 2007 pour les versions allemandes, tchèques, polonaises et russes du jeu,,,.

## Système de jeu
The Settlers II 10th Anniversary Edition reprend le gameplay exact de The Settlers II en ajoutant diverses options, notamment la possibilité de jouer à plusieurs. L’objectif est de conquérir un territoire et de vaincre ses ennemis tout en gérant le développement économique de sa population.